# Крыжановский, Ростислав Александрович
Крыжано́вский Ростисла́в Алекса́ндрович (17 апреля 1948 года, Винница — 24 июля 2014 года, с.Затока) — советский и украинский ученый в области океанологии, экономики морского природопользования, менеджмента и маркетинга.
Доктор экономических наук, доктор экономики Венского международного университета. Профессор (ВАК при Совете Министров СССР). Научный руководитель Центра поддержки правительственных реформ на Украине (2007—2009 гг.). Академик Украинской экологической академии наук и Украинской международной академии оригинальных идей. Директор Института комплексных проблем морского природопользования и НТП (с 1989 г.). Ректор Христианского гуманитарно-экономического открытого университета с 1997 года.

## Образовательная и спортивная деятельность
Родился в г. Винница в семье военнослужащего. В 1956 году поступил в школу № 2; в 1966 году окончил среднюю школу № 38.
В юности был чемпионом и рекордсменом по бегу на средние и длинные дистанции, занимал первые места в первенствах Украины, СССР и Ленинграда среди юношей и юниоров. Был общественным тренером по легкой атлетике.
В 1966 году поступил в Ленинградский гидрометеорологический институт на океанологический факультет. В 1971 году окончил институт с присвоением квалификации: инженер-океанолог. Военная специальность: инженер-метеоролог ВВС.
Окончил аспирантуру Института экономики Академии наук Украины и защитил первую в СССР кандидатскую диссертацию по экономике природопользования (1980) и фактически первую докторскую диссертацию по этой специальности в Московском государственном университете им. М. В. Ломоносова (1988).
В 1991 г. присвоено ученое звание профессора
По совместительству был преподавателем, профессором Одесского национального политехнического университета, Одесского государственного экологического университета, Херсонского экономико-правового института.
С 1997 года — ректор Христианского гуманитарно-экономического открытого университета.
Погиб 24 июля 2014 года в с. Затока Белгород-Днестровского района. Спас тонущего ребёнка, но сам он не выжил — остановилось сердце.

## Трудовая деятельность
Трудовая деятельность после окончания Ленинградского гидрометеорологического института: инженер, старший инженер, начальник океанографического отряда на научно-исследовательских судах Государственного океанографического института СССР.
Плавал и проводил исследования в морях: Балтийском, Белом, Чёрном, Каспийском, Японском, Мраморном, Эгейском, Средиземном, в Северной Атлантике (Гольфстрим, Бермудский треугольник, Саргассово море и др.), в Индийском и Тихом океане. Открыл и описал в академическом журнале «Океанология» (1975 г., № 4) новое глубинное противотечение в районе Гольфстрима.
- 34 года проработал в системе Национальной Академии Наук Украины. Директор Института комплексных проблем морского природопользования и НТП (с 1989 г.) С 1993 г. по 2008 г. — главный научный сотрудник Института проблем рынка и экономико-экологических исследований НАН Украины (ИПРЭЭИ НАН Украины). Научный руководитель Центра поддержки правительственных реформ на Украине (2007—2009 гг.)Работал также краткосрочно в Одесском отделении Института биологии южных морей НАН Украины, по совместительству в Одесском национальном политехническом университете, Одесском государственном экологическом университете.

Один из основателей Одесской научной школы экономики морского природопользования. Основоположник научной школы экономико-океанологических исследований.
 С 1997 г Ректор Христианского гуманитарно-экономического открытого университета .[1]На бесплатной форме обучения для студентов

## Научная деятельность
Направления научной деятельности: экономико-экологические и экономико-океанологические исследования; общая методология экономики морского природопользования; методология комплексного обоснования морехозяйственной деятельности; экономико-экологическая эффективность использования нетрадиционных ресурсов морских вод; экономико-экологическое прогнозирование с позиций маркетингового подхода; стратегическое планирование хозяйственной деятельности в береговой зоне моря; методологические и методические основы определения экономико-экологических ущербов; маркетинговые исследования; обоснование целесообразности развития духовно-светского академического образования; вопросы формирования холистического (целостного) мировоззрения в научной и образовательной деятельности; вопросы эффективности новых форм и методов развития креативного экономического высшего образования.
Автор более 280-и научных работ по океанологии, экономике, менеджменту, юриспруденции, философии, религиоведению, политологии, теологии, педагогике, в том числе 45 монографий, 30 брошюр, опубликованных в издательствах «Мысль»,"Наука","Недра", «Наукова думка», «Консалтинг» и др. Книги Р. А. Крыжановского имеются в ведущих библиотеках стран СНГ и Балтии, а также Чикагского университета, Калифорнийского, университета штата Индиана и в других библиотеках Северной Америки и Западной Европы.
Под научным руководством профессора Р. А. Крыжановского защитили диссертацию 2 доктора и 9 кандидатов экономических наук.

## Членство и руководящие должности в организациях
С 1981 г. член специализированного совета по защите кандидатских и докторских диссертаций ИПРЭЭИ НАН Украины, оппонент докторских и кандидатских диссертаций. Был членом и председателем аттестационных и аккредитационных комиссий Минвуза Украины, председателем оргкомитетов международных научных конференций.
Директор Института комплексных проблем морского природопользования и НТП (с 1980 года).
Ректор Христианского гуманитарно-экономического открытого университета (с 1997 года).
Вице-президент Южного отделения Украинской международной академии оригинальных идей.
Был главным редактором всеукраинского журнала «Техніка майбутнього. Техника будущего. Technology of the Future. Technic der Zukunft», главным редактором всеукраинского журнала «Консалтинг», редактором научных сборников.
Являлся членом Европейской научной ассоциации European Desalination Society and International Water Services Association.
Член Balkan Environmental Association.
В 2006 г. был кандидатом в депутаты Верховной Рады Украины (№ 2 от блока «Солнце»). В 2009—2010 гг. — доверенным лицом кандидата в Президенты Украины Ю. В. Тимошенко в г. Одессе. Эксперт Верховной Рады Украины по вопросам морали и нравственности.
Член Международного совета по высшему образованию («The International Council for Higher Education» Цюрих, Швейцария).
Участник международной выставки «EDUCATION-2002» (Париж, Франция).
Член Пересыпской церкви г. Одессы.
Президент Украинского Евангелического альянса.
Член Духовного совета христианских конфессий Одесской области.
Член координационно-консультативного совета религиозно-светского согласия при Одесском городском голове.

## Монографии и книги
1. Крыжановский, Р. А. Промышленные отходы и окружающая среда / Мелешкин М. Т., Степанов В. Н., Крыжановский Р. А. — К.: Наукова думка, 1980. — 180 с.
2. Крыжановский, Р. А. Освоение ресурсов морских вод. Экономико-экологический аспект / Крыжановский Р. А., Землянский Ф. Т., Степанов В. Н. — Киев: Наукова думка, 1981. — 124 с.
3. Крыжановский, Р. А. Экономико-экологические проблемы Днестровского лимана / Крыжановский Р. А., Степанов В. Н. // Депонирована в ВИНИТИ, № гос. рег. 1915-83. 1983. — 193 с.
4. Крыжановский, Р. А. Ресурс будущего / Крыжановский Р. А. — М.: Мысль, 1985. — 174 с.
5. Крыжановский, Р. А. Технико-экономические аспекты повышения эффективности использования морской воды в промышленности / Крыжановский Р. А., Галушкина Т. П., Степанов В. Н. — Одесса: ИЭ АН УССР, 1987. — 63 с.
6. Крыжановский, Р. А. Экономика и организация природопользования в приморском регионе / Степанов В. Н., Харичков С. К., Крыжановский Р. А. и др. — Киев: Наукова думка, 1987. — 144 с.
7. Крыжановский, Р. А. Лиманно-устьевые комплексы Причерноморья / Швебс Г. И., Степанов В. Н., Крыжановский Р. А. и др. — Л: Наука, 1988. — 323 с.
8. Крыжановский, Р. А. Эффективность освоения и использования ресурсов береговой зоны Мирового океана / Крыжановский Р. А. — Л.: Недра, 1989. — С.152 — ISBN 5-247-00532-5.
9. Крыжановский, Р. А. Методические рекомендации по комплексной оценке экономической эффективности опреснения морских вод / Крыжановский Р. А., Громова Е. Н. — Одесса: ИЭ АН УССР, 1990. — 72 с.
10. Крыжановский, Р. А. Морская экономика / Крыжановский Р. А., Громова Е. Н., Галушкина Т. П. — М.: Наука, 1991. — С.161 — ISBN 5-02-011995-4.
11. Крыжановский, Р. А. Маркетинг в СССР и за рубежом. Пособие для менеджеров и бизнесменов / Крыжановский Р. А. — Одесса: Маркетинг-центр, 1991. — 208 с.
12. Крыжановский, Р. А. Морехозяйственный комплекс, т. 1 / Буркинский Б. В., Степанов В. Н., Крыжановский Р. А. и др. — Киев: Наукова думка, 1991. — 320 с.
13. Крыжановский, Р. А. Основы маркетинга / Крыжановский Р. А., Продиус И. П. — Киев: МинВУЗ Украины. УМК ВО, 1992. — 162 с.
14. Крыжановский, Р. А. Водохозяйственный комплекс приморского типа. Экономико-экологические проблемы / Степанов В. Н., Крыжановский Р. А., Громова Е. Н., Галушкина Т. П. и др. — Киев: Наукова думка, 1992. — С. 268 — ISBN 5-12-003050-5.
15. Крыжановский, Р. А. Перспективы научно-технического развития южного региона Украины: концептуальный подход / Буркинский Б. В., Степанов В. Н., Крыжановский Р. А. и др. — Одесса: ИПРЭЭИ АН Украины, 1993. — 56 с.
16. Крыжановский, Р. А. Эффективность нетрадиционного морского природопользования / Крыжановский Р. А., Кононенко М. Р. — Одесса: Консалтинг, 1997. — 124 с.
17. Крыжановский, Р. А. Основы современного естествознания (учебное пособие, составитель) / Крыжановский Р. А. — Одесса: ХГЭУ, 1997. — 122 с.
18. Крыжановский, Р. А. История христианства (учебное пособие, составитель). Ч. 1 / Крыжановский Р. А. — Одесса: ХГЭУ, 1997. — 130 с.
19. Крыжановский, Р. А. История христианства (учебное пособие, составитель). Ч. 2 / Крыжановский Р. А. — Одесса: ХГЭУ, 1997. — 133 с.
20. Крыжановский, Р. А. Экономическая теория. Пропедевтика / Крыжановский Р. А. — Одесса: ХГЭУ, 1998. — 134 с.
21. Крыжановский, Р. А. Екостійкий розвиток України (проблеми енергетики) / Лившиц О. К., Хазан В. Б, Крыжановский Р. А. и др. — К.: КЕР, 1997. — 72 с.
22. Крыжановский, Р. А. Информация и экология / Громова Е. Н., Ковалёв В. Г., Крыжановский Р. А. и др.- Одесса: Консалтинг, 1997. — 224 с.
23. Крыжановский, Р. А. Управление береговой зоной Украины / Степанов В. Н., Громова Е. Н., Крыжановский Р. А. и др. — Одесса: ИПРЭЭИ, 1998. — 240 c.
24. Крыжановский, Р. А. Экономика природопользования / Балацкий О. Ф., Степанов В. Н., Крыжановский Р. А. и др. // — Киев: Наукова думка, 1998. — 481 с.
25. Крыжановский, Р. А. Природоохранное регулирование в рыночных отношениях / Ковалев В. Г., Степанов В. Н., Крыжановский Р. А. и др. — Одесса: ИПРЭЭИ НАН Украины, 1998. — 192 с.
26. Крыжановский, Р. А. Основы маркетинга / Крыжановский Р. А. — Одесса: ХГЭУ, 1999. — 201 с.
27. Крыжановский, Р. А. Управление морским природопользованием / Степанов В. Н., Крыжановский Р. А., Громова Е. Н. и др. — Одесса: ХГЭУ, 1999. — 320 с.
28. Крыжановский, Р. А. (автор и составитель). Экономическая теория. Макроэкономика / Крыжановский Р. А. — Одесса: ХГЭУ, 1999. — 160 с.
29. Крыжановский, Р. А. Экономика морского и континентального природопользования / Крыжановский Р. А., Громова Е. Н., Кононенко М. Р. — Одесса: Консалтинг, 2000. — 174 с.
30. Крыжановский, Р. А. Экономические проблемы природоохранного менеджмента / Ковалёв В. Г., Крыжановский Р. А. и др. — Одесса: ОГЭУ, 2002. — С. 331. — ISBN 966-8043-07-03 (ошибоч.).
31. Крыжановский, Р. А. Политика мобилизации интегрального ресурса региона. Книга 1 / Буркинский Б. В., Харичков С. К., Крыжановский Р. А. и др. // ИПРЭЭИ НАН Украины, 2002. — С. 332 — ISBN 966-02-2427-3.
32. Крыжановский, Р. А. Экономико-экологическое прогнозирование (методология, методы, приложения) / Степанов В. Н., Крыжановский Р. А. и др. — Одесса: ИПРЭЭИ НАН Украины, 2003. — С. 350. — ISBN 966-02-3268-3.
33. Крыжановский, Р. А. Экономико-экологическое прогнозирование. Маркетинговый подход / Крыжановский Р. А., Кононенко М. Р. — Одесса: ИПРЭЭИ НАН Украины, 2004. — С. 219. — ISBN 966-8043-10-3.
34. Крыжановский, Р. А. Экономико-экологические показатели прогнозирования морехозяйственной деятельности. ИПРЭЭИ НАН Украины / Крыжановский Р. А., Ковалёва Н. Г. 2004. — 56 с.
35. Крыжановский, Р. А. Проблемы экономико-экологической оценки и прогнозирования развития приморских регионов / Степанов В. Н., Крыжановский Р. А., Кононенко М. Р. и др. — Одесса: ИПРЭЭИ НАН Украины. 2007. — 407 с.
36. Крыжановский, Р. А. Экономико-экологическая безопасность морехозяйственной деятельности / Буркинский Б. В., Степанов В. Н., Крыжановский Р. А. и др. — Одесса: Феникс, 2008. — С. 847. — ISBN 978-966-438-100-7.
37. Крыжановский, Р. А. Научные основы антикризисных управленческих решений / Крыжановский Р. А., Кононенко М. Р. — Одесса: ИПРЭЭИ НАН Украины, 2008. — 56 с.
38. Крыжановский, Р. А. Научные основы комплексного подхода к мноаспектности в развитии теории управления / Ковалёва Н. Крыжановский Р. А., Громова Е. Н. и др. — Одесса: ОГЭУ, 2009. — С. 410 — ISBN 966-8043-42-1.
39. Крыжановский, Р. А. Интегрированное управление ресурсами и безопасностью в бассейне Азовского моря / Степанов В. Н., Крыжановский Р. А. и др. — Одесса: ИПРЭЭИ НАН Украины, 2010. — С. 672. — ISBN 978-966-02-5748-1.
40. Крыжановский, Р. А. Инструментарий антикризисного управления природопользованием в морских рекреационных зонах / Громова Е. Н., Косовская Е. В., Крыжановский Р. А. — Одесса: ИПРЭЭИ НАН Украины, 2011. — С. 163. — ISBN 978-966-02-5975-1.
41. Крыжановский, Р. А. Кто такие баптисты? / Крыжановский Р. А. — Одесса: ХГЭУ, 2011. — 142 с.
42. Крыжановский, Р. А. Кто такие баптисты? Серия «Национальные евангельские авторы» / Крыжановский Р. А. — Киев: Духовное возрождение, 2012. — С. 190. — ISBN 978-966-8043-59-8.
43. Крыжановский, Р. А. Теплонасосна энергетика в екологізації паливно-енергетичного комплексу України / Громова О. М., Гетьман О. Л., Крижановський Р. О. та ін. — Одесса: ІПРЕЕД НАН України, 2013. — С. 196.— ISBN 978-966-02-6748-0.
44. Крыжановский, Р. А., Лобазов П. К., Павлюк П. А. Портрет современного верующего, т. 1. Баптизм и баптисты. — Одесса: ХГЭУ, 2012. — С. 289. — ISBN 978-966-8043-62-8.
45. Крыжановский, Р. А. Маркетинг-менеджмент. — Одесса: ХГЭУ, 2013 г. — С. 364. — ISBN 978-966-8043-65-9.

Всего более 280 опубликованных научных работ.

## Награды
Почетная грамота Президиума НАН Украины, орден Святой Софии «За особый вклад в возрождение духовности, национальной науки и культуры», международная награда «Millenium Award» (Оксфорд, Англия)
 «За заслуги перед человечеством, достижения в сфере подготовки специалистов различных профессий», Почётный знак отличия городского головы Одессы «За заслуги перед городом Одесса», медаль МГЭИ «За достижения в области образования», орден ХГЭУ «За развитие духовно-светского образования», Международная награда «Laurels of Fame».

За заслуги в возрождении духовности Украины был награждён Орденом святых равноапостольских Кирилла и Мефодия.
В конкурсе «Человек года в украинском христианстве» занял Второе место за 2013 г. (в 2011,2012 гг. — III место).